# Lichoslavl'skij rajon
Il Lichoslavl'skij rajon (in russo Лихославльский район?) è un rajon dell'Oblast' di Tver', nella Russia europea; il capoluogo è Lichoslavl'. Istituito nel 1929, ricopre una superficie di 1.781 chilometri quadrati.